# Sèrie 113 de FGC
La sèrie 113 dels Ferrocarrils de la Generalitat de Catalunya està formada per 19 unitats de tren elèctriques que operen a la línia Barcelona-Vallès des del 2014. Els trens estan formats per 4 cotxes (amb la possibilitat de reduir-los a 3 eliminant el remolc central) i són accessibles a persones amb mobilitat reduïda. Són la tercera generació de trens elèctrics que operen a la línia Barcelona-Vallès adquirits per FGC.

## Història
L'any 2009, FGC va encarregar a Alstom i a Construcciones y Auxiliar de Ferrocarriles la construcció de 24 noves unitats de tren per substituir a la sèrie 111 i modernitzar la línia. Amb els nous trens, FGC podria reduir costos de manteniment i ampliar la capacitat, ja que es passaria de 3 a 4 cotxes per tren.
Originalment, s'havia fet una comanda de 44 unitats de 4 cotxes cadascuna. El projecte era disposar d'un parc mòbil de 66 trens de 4 cotxes per poder oferir freqüències de 40 trens/hora entre Barcelona i el Vallès. La comanda es va modificar més endavant per 24 noves unitats de 4 cotxes. Finalment, es va tornar a modificar per 19 unitats de 4 cotxes (76 vehicles), que formarien la sèrie 113, i 5 unitats de 3 cotxes (15 vehicles) amb lleugeres modificacions, que formarien la sèrie 114. La raó és que al final no es va reformar cap tren de la sèrie 111 per fer serveis a la línia L7 (que entre Gràcia i Av. Tibidabo està limitat a un màxim de 3 cotxes per tren), per tant FGC es va trobar amb la necessitat d'adquirir material mòbil de 3 cotxes per aquesta línia.

El primer tren de la sèrie 113 va arribar als dipòsits de Rubí l'abril del 2013. El 7 de juny del mateix any es va fer el primer viatge de proves ja amb passatgers, coincidint amb el 150è aniversari del tren de Sarrià. El 7 de gener del 2014, els tres primers trens van entrar ja en servei comercial i els altres 16 van anar-ho fent durant el mateix any.

FGC tenia planejat incorporar un segon lot de 15 unitats a partir del 2019. Al final, però, es va fer un canvi de plans i aquests 15 nous trens formarien una nova sèrie, la 115.

## Disseny

### Exterior
Les unitats de la sèrie 113 estan dotades de teleindicadors de línia i destinació per informar el viatger. N'hi ha un per cotxe a cada lateral i un just a la part superior de les cabines de conducció. Els trens estan equipats amb un parell de retrovisors abatibles per extrem per facilitar al conductor la visió dels viatgers entrant i sortint del tren (un per cada costat a cada cabina, total de 4).
Als laterals de les cabines de conducció, just al costat del logotip d'FGC hi ha el bateig del tren, representat amb el nom i una imatge.

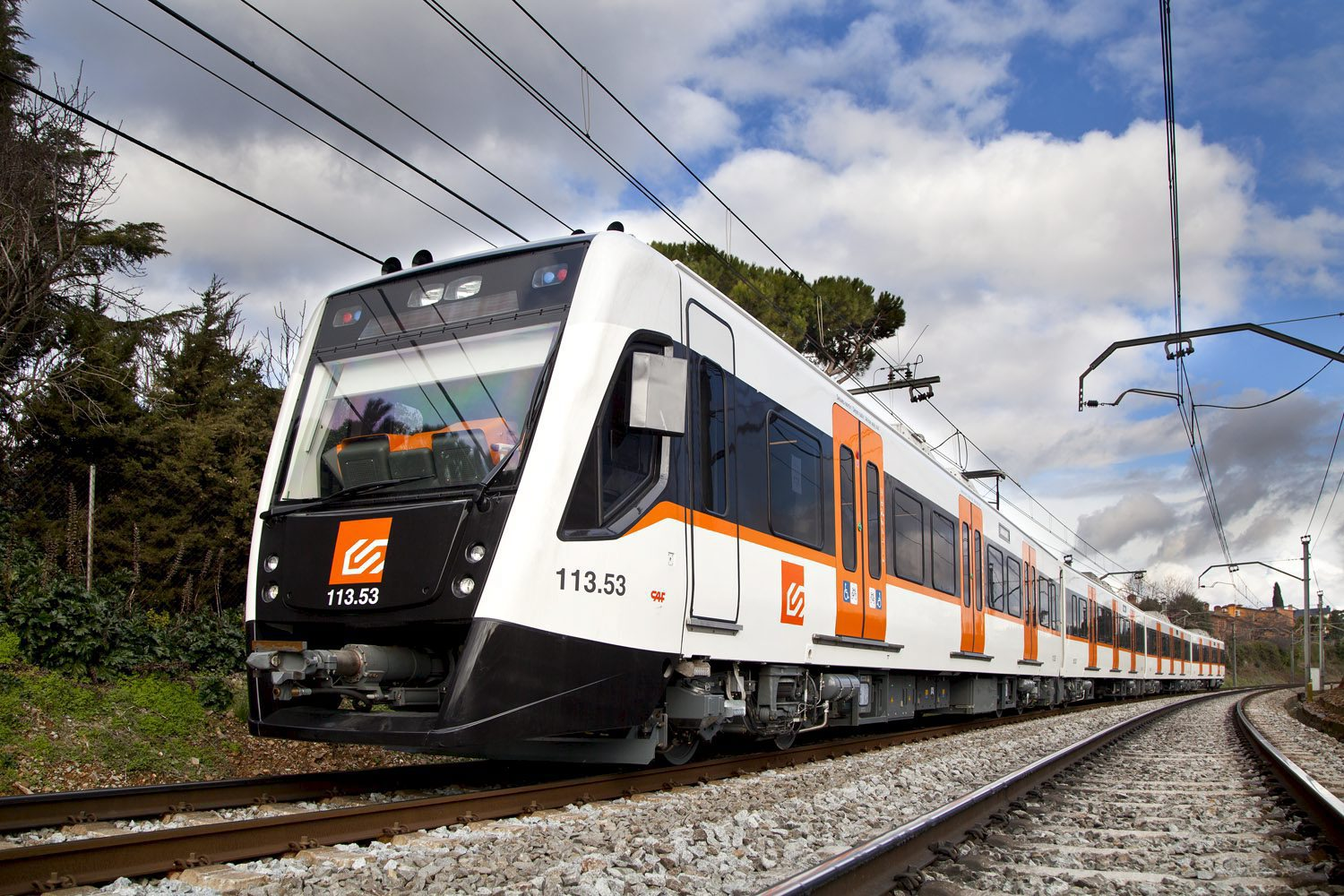
Exterior d'una unitat 113
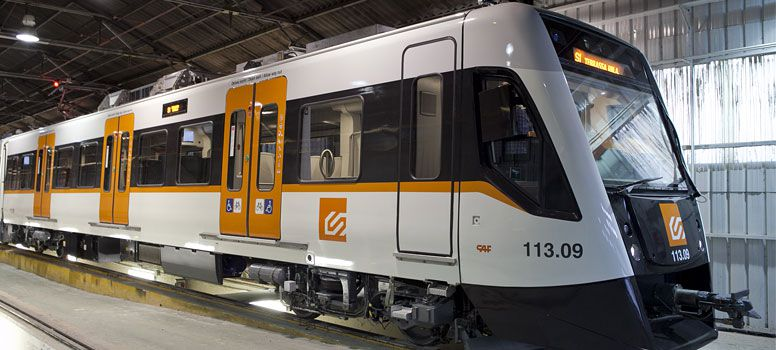
Unitat 113 als tallers de Rubí
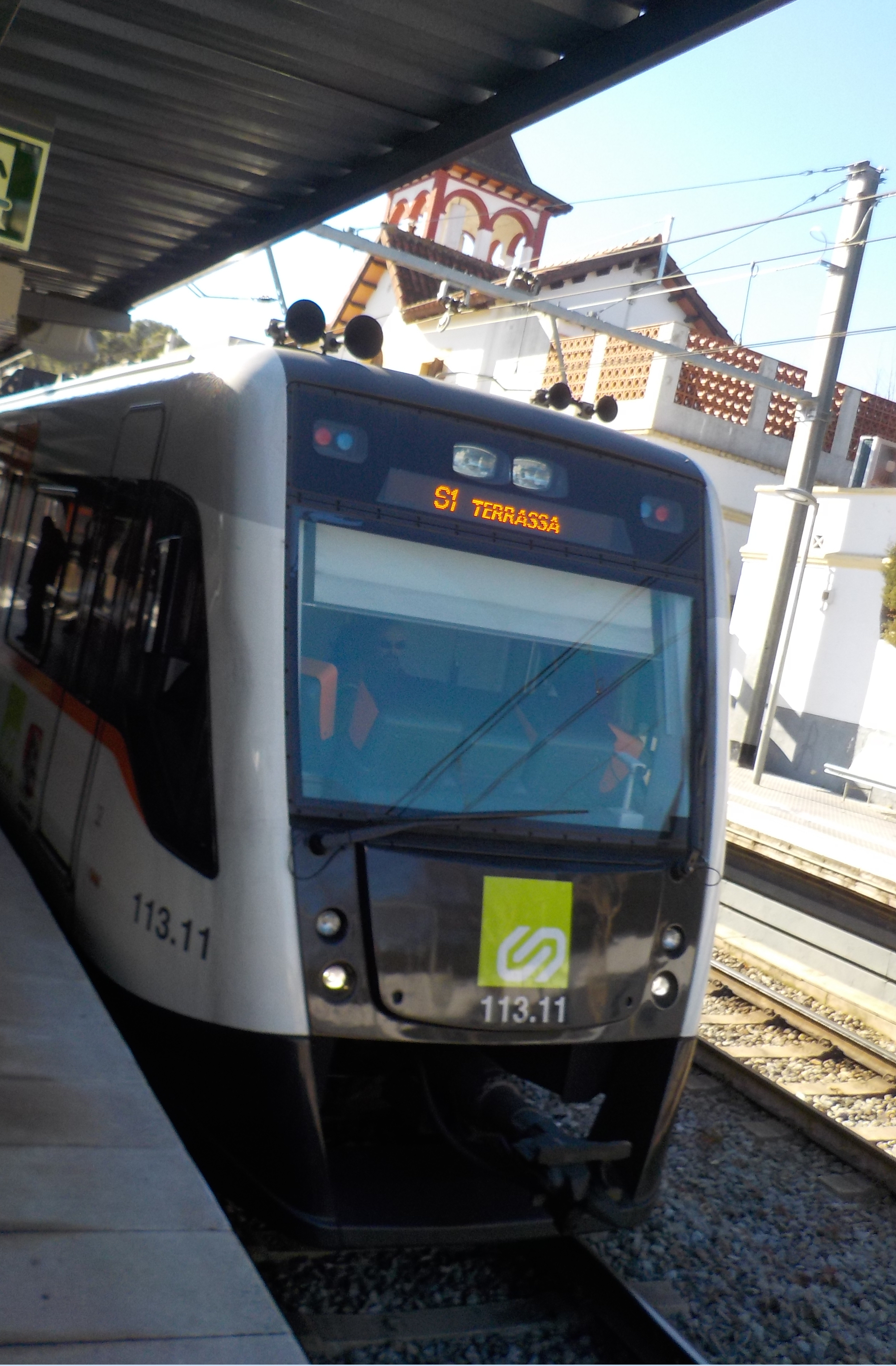
Tester d'una UT113 a l'estació de Valldoreix el gener de 2021. Noteu el nou logotip verd.
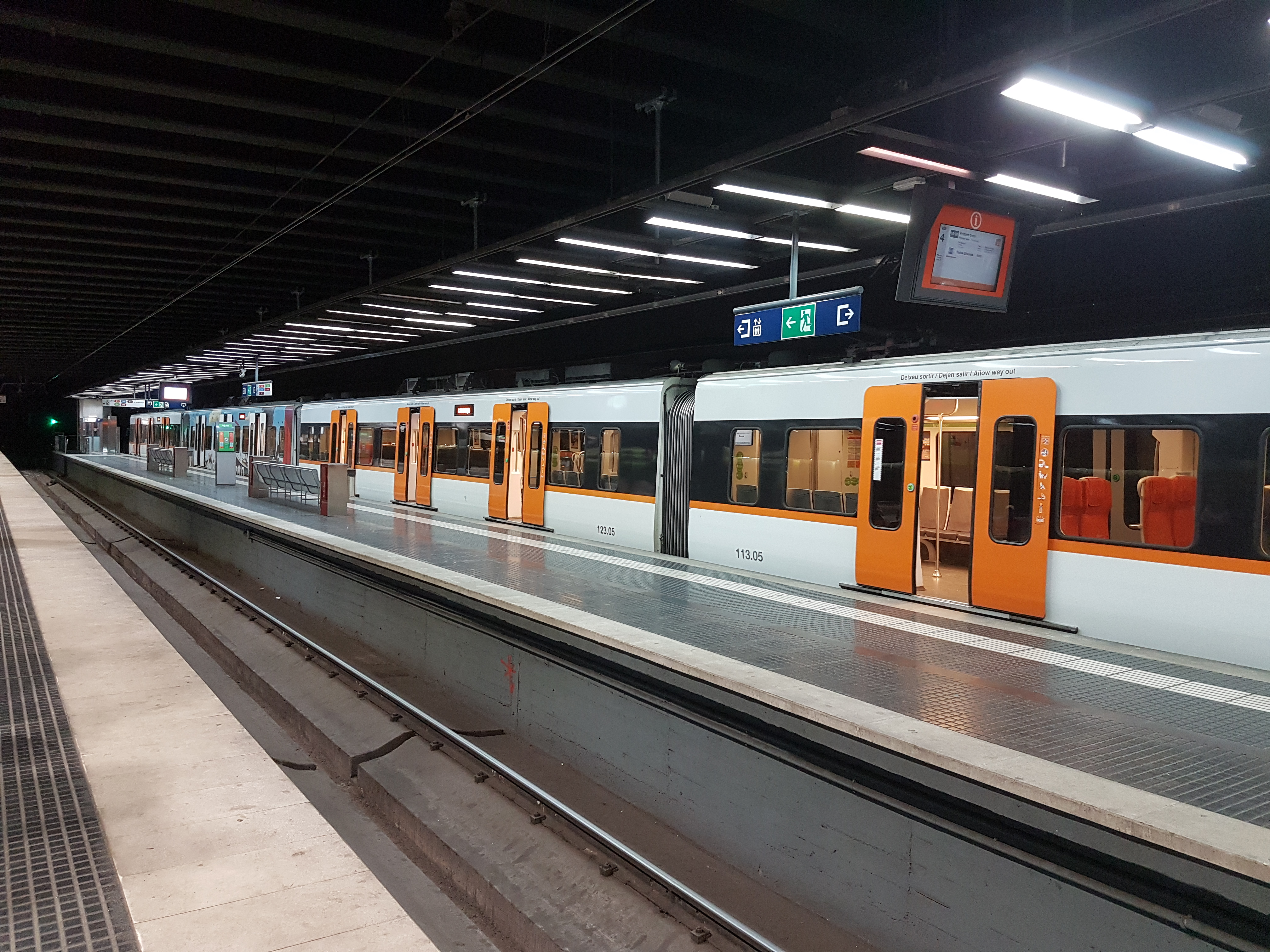
Lateral d'una unitat 113 a l'estació de Sarrià
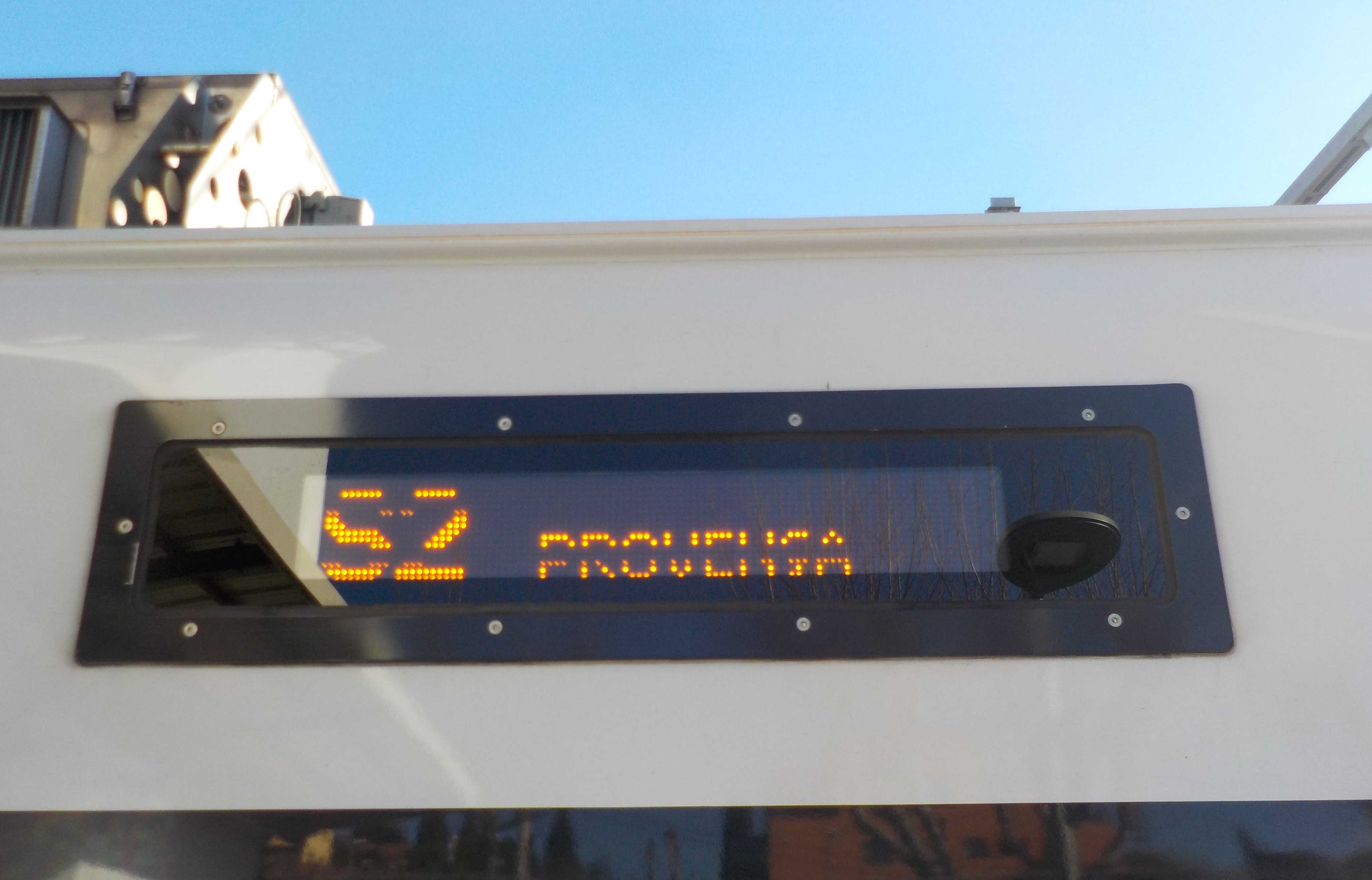
Teleindicador LED exterior amb el text "S2 PROVENÇA"
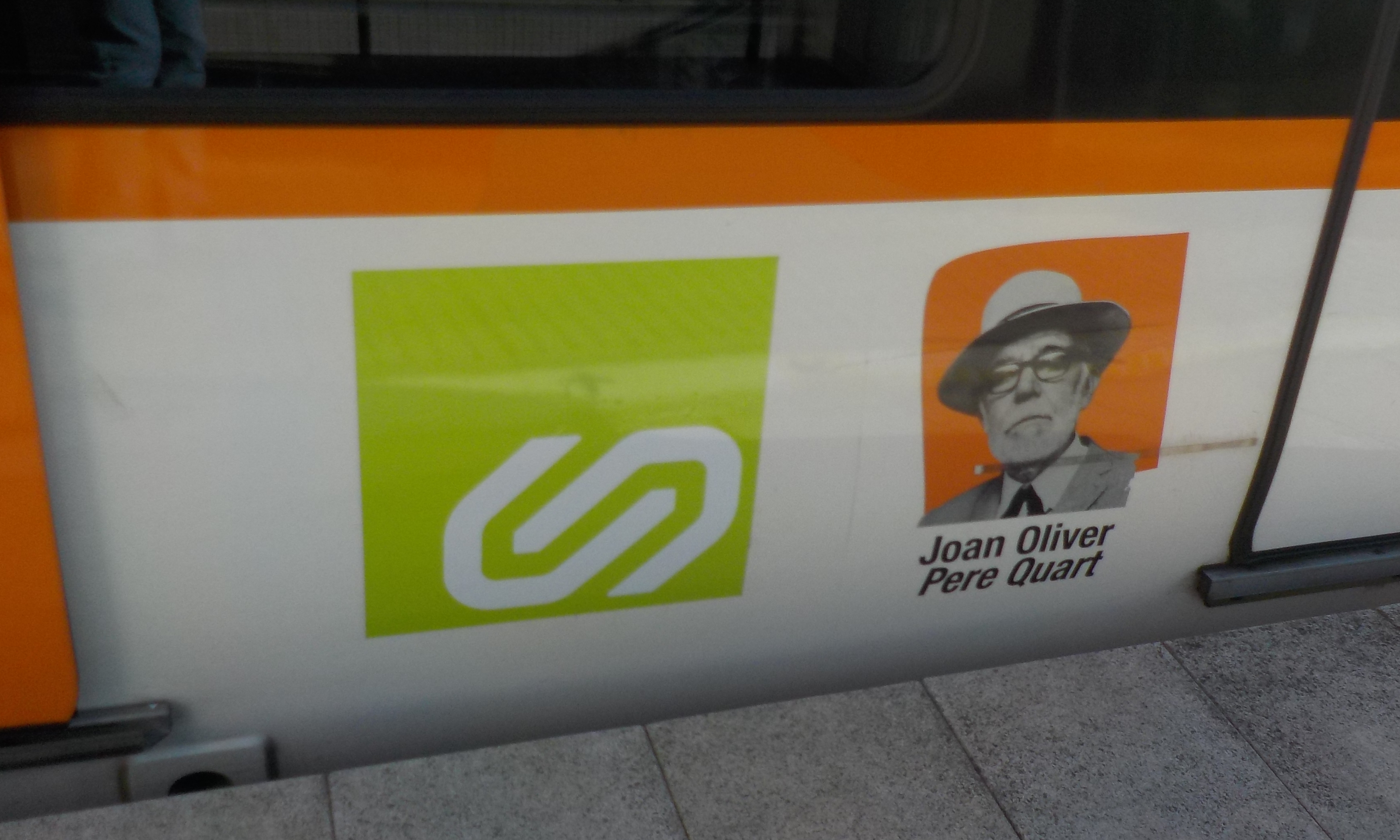
Detall exterior del logotip i bateig d'una UT113

#### Esquema
Els trens de la sèrie 113 van incorporar el nou esquema d'FGC, que més tard es va homogeneïtzar en les sèries 114 i 213, en aquest últim, però, el taronja es va reemplaçar pel vermell. El nou esquema consisteix, pels costats, en una gran franja transversal de color negre de punta a punta que se sobreposa sobre el fons blanc. Just a sota, hi ha una línia més prima de color taronja. A les portes no hi ha aquesta franja negra, són totes de color taronja. D'aquesta manera, es facilita la seva distinció.

Les portes d'accés a les cabines de conducció, són lleugerament diferents. Primer de tot, són simples en lloc de dobles. Aquestes no calen que atreguin l'atenció dels viatgers, és per això que no són de color taronja, sinó que segueixen l'esquema general. Just al costat de les portes esmentades, hi ha una imatge amb un text explicatiu per representar el bateig del tren. Just al seu costat, hi ha el logotip d'FGC. Primer era de color taronja, però durant la tardor del 2020 es va reemplaçar per un de verd.

Els testers de les unitats estan pintats de color negre, amb les vores de color blanc. Al bell mig de la part inferior, hi ha el logotip d'FGC.

### Interior
Aquests trens disposen de mobiliari i decoració de gran confort i seguretat. Els trens disposen de seients en tertúlia 2+2, com en els seus predecessors, la sèrie 112, en l'espai intermedi del cotxe. Entre cotxe i cotxe, hi ha un amb passadís que permet creuar d'un cotxe a un altre. Per aquesta raó, els seients del costat de la unió entre cotxes estan disposats de forma longitudinal. Per altra banda, als extrems del tren, entre la porta d'accés i la cabina, hi ha una zona per persones amb cadires de rodes o bicicletes, que disposa de dos seients abatibles (un a cada costat). Per permetre el pas de cadires de rodes entre la porta d'accés i l'espai reservat, la plataforma d'accés de les dites portes no disposa d'agafadors verticals. Els trens també disposen d'alguns seients reservats per aquelles persones que més ho necessitin, marcats de color taronja.
Els trens disposen de megafonia per informar de les properes parades als viatges, però també incorporen pantalles amb informació addicional: llista detallada de les parades, línia, destinació, hora, temperatura exterior, correspondències, etc. També es mostra publicitat de tant en tant.
A la zona d'intercomunicació entre cotxes, hi ha 2 endolls d'ús públic per cotxe i costat. Aquests formen part del projecte «Endolla't» i permeten als viatgers carregar els seus dispositius mòbils o qualsevol altra cosa al tren mentre viatgen. Els endolls són els estàndards a Espanya, amb una tensió de 220 volts. El projecte «Endolla't» començà amb la sèrie 213 i, des d'aleshores, s'ha incorporat a totes les noves unitats d'FGC.
En aquestes unitats, també s'ha millorat la cabina. Oferint més amplitud i confort pel maquinista.
Als extrems interiors dels trens, just al costat de la porta d'accés a la cabina de conducció, hi ha el bateig de cada unitat, representat pel nom, un text explicatiu i una imatge.

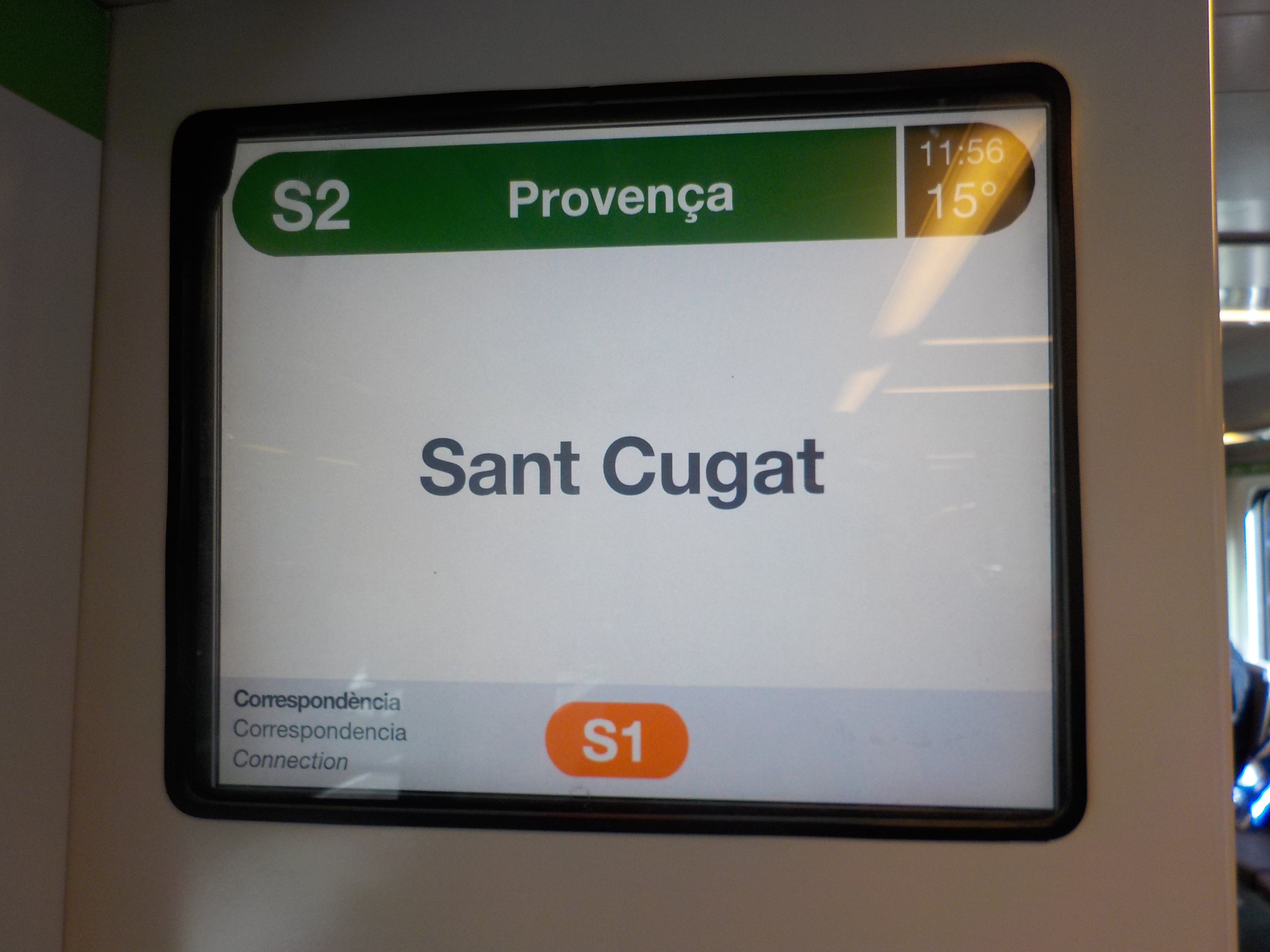
Detall d'una pantalla interior d'una unitat.
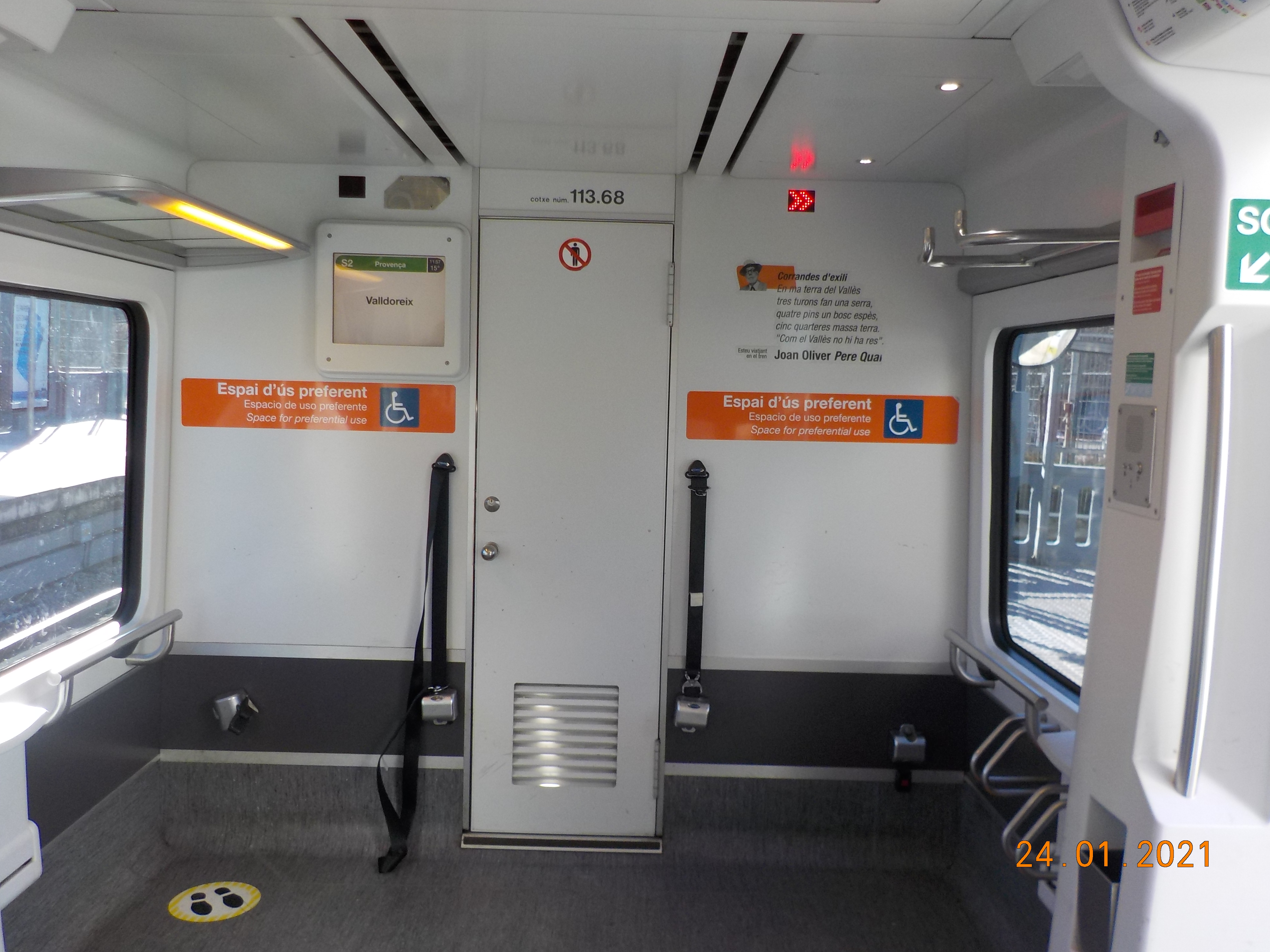
Espai d'ús preferent rere la cabina de conducció d'una UT113.
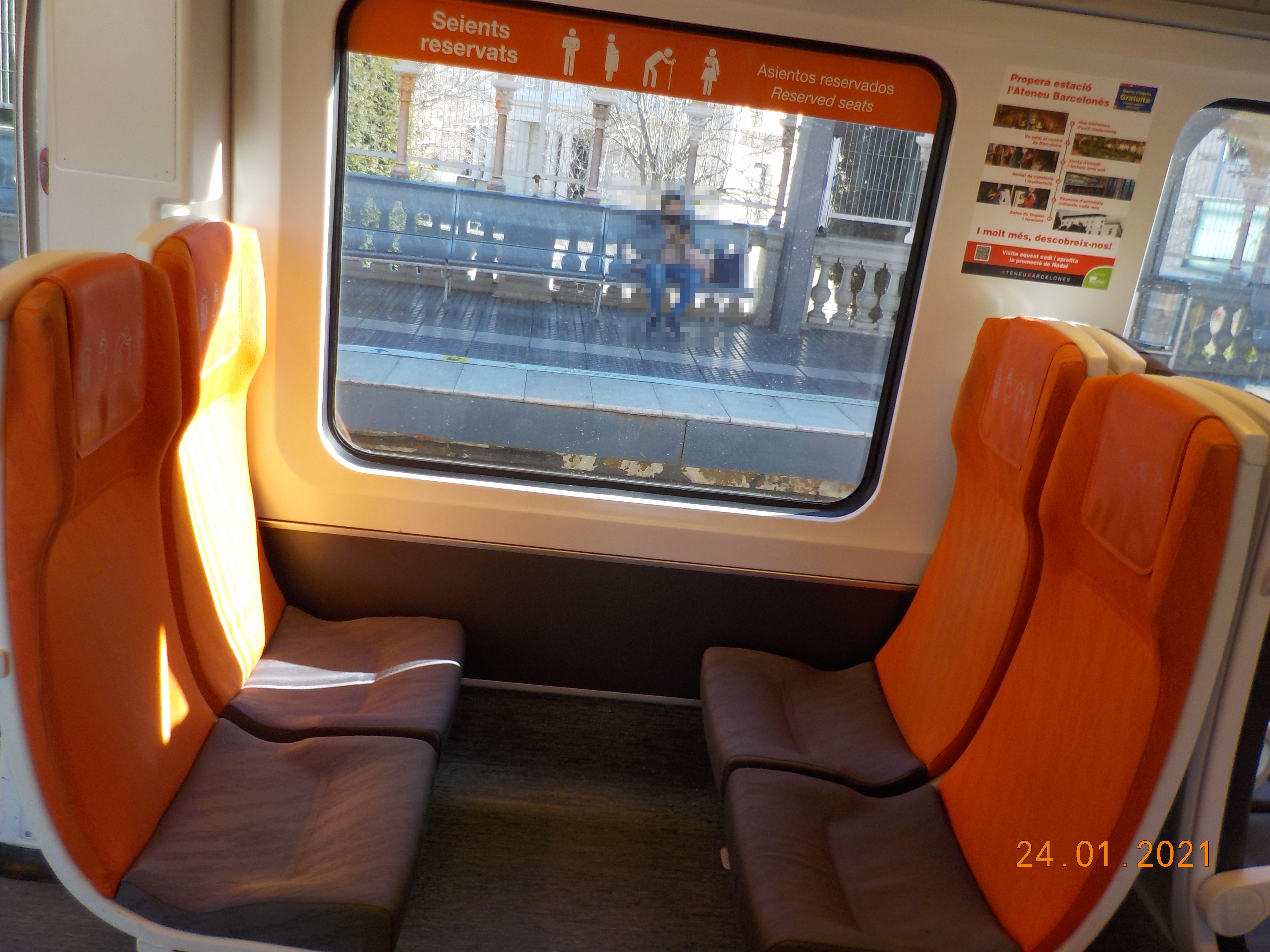
Seients reservats. Noteu el tapissat taronja, que substitueix el gris fosc.
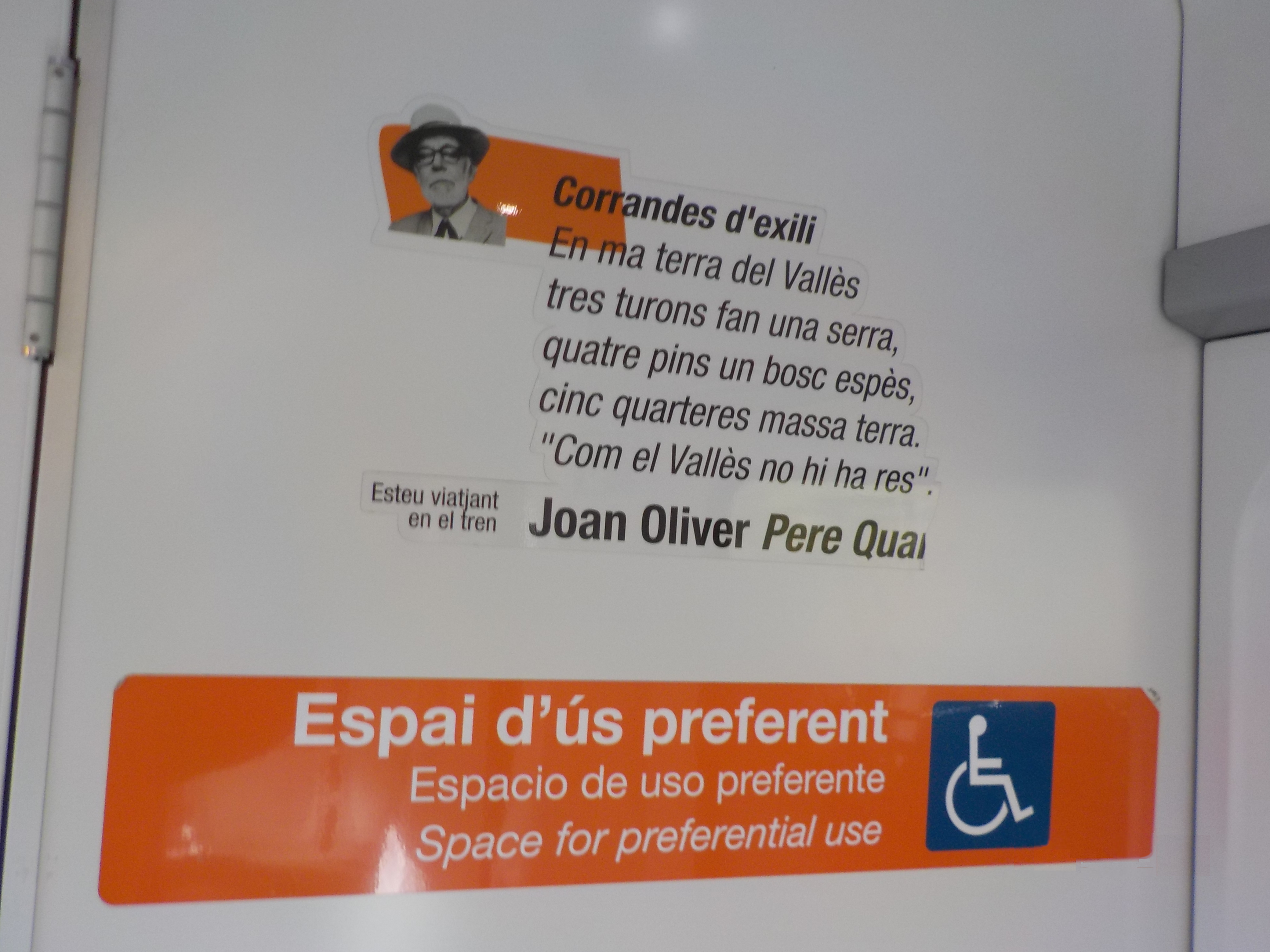
Detall del bateig interior UT113.

## Característiques tècniques

### Quadre de característiques
A continuació es mostra una taula amb les principals característiques de la sèrie:
| Característica                    | Unitat                      | Valor                         |
| --------------------------------- | --------------------------- | ----------------------------- |
| Anys de construcció               |                             | 2013-2014                     |
| Quantitat                         | Nombre d'unitats            | 19                            |
| Constructor                       |                             | Alstom i CAF                  |
| Composició                        |                             | Mc-Mi-Ri-Mc                   |
| Diàmetre de les rodes             | mil·límetres                | 840                           |
| Ample de via                      | mil·límetres                | 1435 (estàndard)              |
| Amplada de la caixa               | mil·límetres                | 2760                          |
| Estructura de la caixa            | Material                    | Alumini                       |
| Alçada (pantògraf en repòs)       | metres                      | 23,76                         |
| Longitud entre topalls per unitat | metres                      | 80,48                         |
| Tara                              | Tones mètriques             | 142,4                         |
| Pes en ordre de marxa (Unitat)    | Tones mètriques             | 202,4                         |
| Pes per eix                       | Tones mètriques             | 12,67                         |
| Tipus de bogie                    |                             | Bimotor                       |
| Tensió d'alimentació              | Volts CC                    | 1500                          |
| Potència nominal                  | Kilowatts                   | 2160                          |
| Potència nominal                  | Cavalls de vapor            | 2940                          |
| Potència màxima en tracció        | Kilowatts                   | 2700                          |
| Velocitat màxima                  | Quilòmetres per hora        | 90                            |
| Motors de tracció                 | Nombre                      | 12 (2 per bogie motor)        |
| Tipus de motor                    |                             | Trifàsic asíncron 4 EBA 3542  |
| Potència continua per motor       | Kilowatts                   | 180                           |
| Potència continua per motor       | Cavalls de vapor            | 245                           |
| Fre elèctric                      |                             | Reostàtic i recuperació       |
| Fre pneumàtic                     |                             | Aire comprimit                |
| Acceleració màxima                | Metres per segon al quadrat | 1                             |
| Desacceleració màxima             | Metres per segon al quadrat | 1,1 (fre de servei)           |
| Sistema de tracció                |                             | IGBT                          |
| Sistema de control                |                             | Train Management System (TMS) |
| Comunicacions                     |                             | Wi-Fi i Ràdio (Tren terra)    |
| Senyalització                     |                             | ATP i ATO                     |
| Tipus d'enganxall                 |                             | Compact-BSI                   |
| Comandament múltiple              |                             | No disposa                    |
| Capacitat                         | persones/unitat             | 780                           |
| Places assegudes                  | persones/unitat             | 188 + 4 abatibles             |

### Altres característiques
Els trens de la sèrie 113 estan també dotats de les següents característiques:
- Passadís diàfan entre cotxes que permet el pas entre cotxes sense cap mena de portes de separació.
- Climatització i aïllament acústic per a mantenir el confort dels viatgers.
- Equips de vigilància per poder tenir control de l'interior del tren.
- Enregistrador d'esdeveniments (OTMR) que permet enregistrar dades sobre l'operació dels trens. És una versió d'una caixa negra per a trens.
- Accessibilitat a persones amb mobilitat reduïda, així els trens són accessibles per a tota classe de persones. Els trens disposen d'àrees reservades per facilitar-los-hi el viatge.
- Dispositiu d'«Home mort», un sistema de seguretat per comprovar que el conductor està atent i donar l'alarma en cas contrari.

### Composició
Els trens diposen de 4 cotxes, tres d'ells motoritzats i dos d'aquests amb cabines de conducció.
|           | ← Pl. Catalunya / Sarrià (L12)Reina Elisenda / Terrassa / Sabadell → |        |        |        |
| Cotxe     | 4                                                                    | 3      | 2      | 1      |
| Tipus     | Mc                                                                   | R      | M      | Mc     |
| Numeració | 113.50                                                               | 183.00 | 123.00 | 113.00 |

Els cotxes dels extrems estant dotats amb un pantògraf simple a l'extrem més allunyat de la cabina de conducció.

## Flota
La flota consisteix en 19 unitats de 4 cotxes, totes assignades al dipòsit de Rubí.
FGC ha batejat les unitats amb noms de ciutats o de persones importants per la línia Barcelona-Vallès, alguns d'ells es van modificat el 20 d'abril de 2021.
| Unitat | Fabricant | Posada en servei | Bateig                    | Bateig original (fins a abril 2021) |
| ------ | --------- | ---------------- | ------------------------- | ----------------------------------- |
| 113.01 | Alstom    | 27/01/2014       | Joan Triadú               | Barcelona                           |
| 113.02 | Alstom    | 08/02/2014       | Teresa Juvé               | Terrassa                            |
| 113.03 | CAF       | 27/01/2014       | Sant Quirze del Vallès    | Manté l'original                    |
| 113.04 | Alstom    | 01/2014          | Felícia Fuster            | Sant Cugat del Vallès               |
| 113.05 | CAF       | 27/01/2014       | Muriel Casals i Couturier | Manté l'original                    |
| 113.06 | Alstom    | 05/2014          | Lluís Bruguera            | —                                   |
| 113.07 | CAF       | 24/02/2014       | Lluís Muncunill           | —                                   |
| 113.08 | Alstom    | 04/2014          | Carles Salmerón           | —                                   |
| 113.09 | CAF       | 03/2014          | Joaquim Carbó             | —                                   |
| 113.10 | Alstom    | 05/2014          | Sarrià                    | —                                   |
| 113.11 | CAF       | 05/2014          | Josep Palau i Fabre       | —                                   |
| 113.12 | Alstom    | 06/2014          | Carles Emili Montañés     | —                                   |
| 113.13 | CAF       | 05/2014          | Rubí                      | —                                   |
| 113.14 | Alstom    | 07/2014          | Maria Aurèlia Capmany     | —                                   |
| 113.15 | CAF       | 06/2014          | Montserrat Roig           | —                                   |
| 113.16 | Alstom    | 10/2014          | Mercè Rodoreda            | —                                   |
| 113.17 | CAF       | 07/2014          | Josep Maria Espinàs       | —                                   |
| 113.18 | Alstom    | 11/2014          | Joan Oliver. Pere Quart   | —                                   |
| 113.19 | CAF       | 08/2014          | Màrius Torres             | —                                   |